# Henri Joyeux
Henri Joyeux (ur. 28 czerwca 1945 w Montpellier) – francuski lekarz, dietetyk, chirurg i onkolog, honorowy profesor Uniwersytetu w Montpellier, autor wielu prac na temat ekologii człowieka.
Ukończył studia na Uniwersytecie w Montpellier. W 1972 roku obronił tam dysertację doktorską, poświęconą jelitom sztucznym.
W latach 1972–1992 pracował w Instytucie Raka w Montpellier.
W latach 1992–1997 pracował w Paryżu w Instytucie Curie.
Od 1980 profesor Wydziału Lekarskiego Uniwersytetu w Montpellier.
Od 1997 roku konsultant w Instytucie Raka w Montpellier.
Teraz na emeryturze.
W latach 2001–2013 prezes Stowarzyszenia „Rodziny Francji”.
W latach 2010–2015 członek francuskiej Rady Ekonomiczno-Socjalnej (Rada Społeczno-Ekonomiczno-Środowiskowa – fr. Conseil économique, social et environnemental).